# District 9
Pour plus de détails, voir Fiche technique et Distribution.
District 9 est un film de science-fiction et d'action américano-néo-zélando-sud-africain réalisé par Neill Blomkamp et sorti en 2009. Produit par Peter Jackson et Carolynne Cunningham (en), le film met en vedette Sharlto Copley, Jason Cope (en) et David James, et est adapté du court métrage Alive in Joburg, également réalisé par Blomkamp et sorti en 2006.
Le film est partiellement présenté dans un format de Found footage, présentant des interviews fictives, des séquences d'actualités et des vidéos de caméras de surveillance. L'histoire, qui explore les thèmes de l'humanité, de la xénophobie et de la ségrégation sociale, commence dans un 1982 alternatif, lorsqu'un vaisseau spatial extraterrestre apparaît au-dessus de Johannesbourg, en Afrique du Sud. Ces extra-terrestres insectoïdes, surnommés « crevettes » ou « mollusques », malades et mal nourris découverts sur le vaisseau, sont confinés par la compagnie Multi National United (MNU) dans un camp d'internement appelé District 9. Vingt-huit ans plus tard, lors de la réinstallation des aliens par le gouvernement dans un autre camp, l'un d'entre-eux, nommé Christopher Johnson, est sur le point d'essayer de s'échapper de la Terre avec son fils. Il croise le chemin d'un bureaucrate nommé Wikus van de Merwe, responsable de la relocalisation des aliens. Le titre et les prémisses de District 9 sont inspirés par les événements du District 6 du Cap, se déroulant durant l'époque de l'apartheid.
Une campagne de marketing viral pour le film débute en 2008 au San Diego Comic-Con, tandis que la bande-annonce théâtrale fait ses débuts en juillet 2009. District 9, sorti via TriStar le 14 août 2009 en Amérique du Nord, devient un succès financier, gagnant plus de 210 millions de dollars au box-office mondial. Il est également acclamé par la critique, qui loue la direction, les performances, les thèmes et l'histoire du film, certains le qualifiant comme l'un des meilleurs films de science-fiction des années 2000, et remporte de nombreux prix et nominations, dont quatre nominations aux Oscars pour le meilleur film, meilleur scénario adapté, meilleurs effets visuels, et meilleur montage de film. Une suite, intitulée District 10, est en cours de développement.

## Synopsis
Dans un 1982 alternatif, un vaisseau spatial extraterrestre géant arrive sur Terre et survole la ville sud-africaine de Johannesbourg. Après plusieurs mois d'inactivité de la part de l'appareil, les gouvernements du monde entier autorisent donc l'ouverture de force des portes du vaisseau. Une fois entrées à l'intérieur, les équipes d'enquête trouvent avec stupéfaction plus d'un million d'extraterrestres de forme insectoïde et souffrant de malnutrition. Après cette découverte, ces derniers sont transférés sur Terre, dans un camp appelé le District 9. Cependant, au fil des ans, ce camp se transforme en bidonville, et les habitants à proximité de cet endroit se plaignent souvent que les extraterrestres sont des contrevenants sales et ignorants qui volent les ressources humaines.
À la suite de ces tensions entre les extraterrestres et les habitants, le gouvernement crée le Multi National United (MNU), un énorme fabricant d'armes, pour déplacer les extraterrestres dans un nouveau camp à l'extérieur de la ville. Piet Smit, un cadre du MNU, nomme l'employé et son gendre Wikus van de Merwe, pour diriger la relocalisation. Pendant ce temps, trois extraterrestres, Christopher Johnson, son jeune fils et son ami Paul, recherchent dans une décharge du District 9 du carburant provenant de leur technologie.  Christopher a mis vingt ans à en synthétiser suffisamment pour mettre en œuvre son plan. Ils finissent finalement dans la cabane de Paul, mais lorsque Wikus vient à la cabane pour faire signer à Paul un avis d'expulsion, Wikus trouve le récipient de carburant caché et en vaporise accidentellement une partie sur son visage lorsqu'il veut le confisquer. Paul, quant à lui, est tué par Koobus Venter, un chef cruel des mercenaires du MNU, après que les agents ont découvert une grosse collection d'armes, humaines comme aliens.
Wikus, alors contaminé par le fluide, se métamorphose petit à petit en alien, en commençant par son bras gauche, blessé après l'exposition au carburant et caché sous un grand bandage. Après avoir minimisé ses symptômes (vomissements, saignements de nez, maux de tête et perte d'ongles), il s'évanouit lors d'une fête célébrant sa promotion et est emmené dans un hôpital où les médecins découvrent que sa main gauche est devenue une pince d'extraterrestre. Il est par la suite transféré au laboratoire du MNU, où les chercheurs effectuent des expériences brutales et découvrent que son ADN chimérique lui donne la capacité d'utiliser des armes extraterrestres. Voulant posséder cette hybridité humain / extraterrestre avant que Wikus ne se transforme complètement, Smit ordonne que le corps de Wikus soit vivisecté et récolté pour ses propriétés. Par la suite, Wikus se rebelle contre le personnel du laboratoire et s'en échappe. Alors que les forces de Venter le recherchent, une campagne de dénigrement mensongère concernant Wikus est diffusée à la télévision, ce qui atteint Tania, son épouse et fille de Smit ; elle affirme que Wikus est un fugitif recherché qui a contracté une maladie contagieuse après avoir eu des relations avec des extraterrestres.
Wikus se réfugie dans le District 9, trouvant accidentellement Christopher et le vaisseau secondaire (en) de commande caché du vaisseau-mère sous son repère. Christopher explique à Wikus que le carburant confisqué est crucial pour son plan de réactivation du vaisseau secondaire, et que s'il peut l'amener dans le vaisseau-mère, il peut guérir Wikus et inverser sa transformation physique, lui permettant donc de redevenir humain. Wikus tente d'acquérir des armes auprès du marchand d'armes nigérian du District 9, dénommé Obesandjo, mangeant des bras d'extraterrestre en pensant que cela lui accordera des capacités surhumaines. Wikus, cependant, saisit une arme extraterrestre et, capable de l'utiliser, s'échappe avec une collection d'armes que Christopher et lui peuvent utiliser pour tenter de récupérer le carburant extraterrestre confisqué.
Wikus et Christopher se frayent ensuite un chemin à travers le MNU jusqu'au laboratoire et récupèrent le carburant. Cependant, après avoir vu les expériences barbares que le MNU avait effectué sur son peuple dans le laboratoire (y compris son ami Paul, disséqué), Christopher dit à Wikus qu'il doit rentrer chez lui le plus vite possible pour obtenir de l'aide et ne peut pas annuler la mutation de Wikus jusqu'à ce qu'il revienne trois ans plus tard, en raison de l'approvisionnement limité en carburant. Enragé, Wikus assomme Christopher et tente seul de faire décoller le vaisseau secondaire vers le vaisseau-mère, mais l'appareil est vite endommagé par les forces de Koobus Venter, après que ce dernier a autorisé le lancement de missiles sol-air. Venter capture Wikus et Christopher, mais le gang d'Obesandjo tend une embuscade au convoi du MNU, s'empare de Wikus et amène ce dernier à Obesandjo, qui se prépare à couper le bras gauche muté du capturé.
Pendant ce temps, restant caché dans le vaisseau secondaire, le fils de Christopher active à distance le vaisseau-mère et une grande combinaison de combat extraterrestre mécanisée, entreposée dans la base d'Obesandjo. La combinaison, désormais activée, abat les mafieux nigérians tout en épargnant Wikus, avant que ce dernier entre dans cette machine et sauve Christopher des mercenaires. En se dirigeant vers le vaisseau module, les deux sont sous le feu d'armes humaines lourdes, et Wikus reste pour repousser les mercenaires, faisant gagner du temps à Christopher pour rejoindre le vaisseau secondaire, et qui promet de revenir après trois ans et de guérir Wikus. Après que tous les autres mercenaires ont été tués, Venter paralyse finalement la combinaison de combat et est sur le point d'exécuter Wikus. Cependant, des extraterrestres du bidonville attaquent et démembrent vivant Venter, sauvant ainsi la vie de Wikus. Christopher entre dans l'appareil avec son fils, et ce dernier est mis en lévitation via un rayon tracteur dans le vaisseau-mère, que Christopher utilise ensuite pour quitter la Terre. Wikus, quant à lui, disparaît rapidement des yeux des autorités après cet événement.
L'humanité spécule si Christopher reviendra ou non pour ramener tous les extraterrestres restants dans leur monde d'origine, ou s'il reviendra déclarer la guerre à la Terre, comme le laissent entendre certaines rumeurs. Les expériences illégales du MNU sur la population alien sont exposées et les extraterrestres sont déplacés vers le nouveau camp, nommé le District 10, l'ancien camp étant détruit. Tania, la femme de Wikus, trouve une fleur en métal à sa porte, lui donnant l'espoir que son mari est toujours en vie. Wikus, maintenant entièrement transformé en alien et attendant le retour de Christopher, fabrique la fleur pour sa femme dans un dépotoir.

## Fiche technique
- Titre : District 9
- Réalisation : Neill Blomkamp
- Scénario : Neill Blomkamp, Terri Tatchell, d'après le court métrage Alive in Joburg de Neil Blomkamp[Note 2]
- Musique : Clinton Shorter
- Direction artistique : Mike Berg et Emilia Roux
- Décors : Philip Ivey
- Costumes : Diana Cilliers
- Photographie : Trent Opaloch
- Son : Michael Hedges, Gilbert Lake
- Montage : Julian Clarke
- Production : Peter Jackson et Carolynne Cunningham

Production exécutive : Trishia Downie
Production déléguée : Bill Block, Ken Kamins et Mark Brooke
Supervision de production : Michael S. Murphey
Coproduction : Philippa Boyens
Coproduction déléguée : Elliot Ferwerda et Paul Hanson
- Sociétés de production[2] :
  - États-Unis : Covert Media, District 9, Key Creatives, QED International, en association avec TriStar Pictures
  - Afrique du Sud : Majority Entertainment, produit avec l'aide du Département du commerce et de l'industrie d'Afrique du Sud
  - Nouvelle-Zélande : WingNut Films, avec la participation de la Subvention d'effets visuels et numériques de la poste néo-zélandaise
  - Australie : en association avec Block / Hanson production
  - Canada : avec la participation du Crédit d'impôt pour production cinématographique ou magnétoscopique et du Crédit d'impôt pour services de production de la province de la Colombie-Britannique canadienne (CIPC)
- Sociétés de distribution : Sony Pictures Releasing / TriStar Pictures (États-Unis), Metropolitan Filmexport (France), Sony Pictures Releasing Canada (Canada), Sony Pictures Releasing (Belgique)
- Budget : 30 millions de $[3]
- Pays de production :  Afrique du Sud,  États-Unis,  Nouvelle-Zélande
- Langues originales : anglais, nyanja, afrikaans, zulu, xhosa, sotho
- Format[4] : couleur (DeLuxe) - 35 mm / D-Cinema - 1,85:1 (Panavision) - son DTS / Dolby Digital / SDDS / Dolby Atmos
- Genre : science-fiction, thriller, action, found footage
- Durée : 112 minutes
- Dates de sortie[5] :
  - Nouvelle-Zélande : 13 août 2009
  - États-Unis, Canada, Québec[6] : 14 août 2009
  - Afrique du Sud : 28 août 2009
  - France : 5 septembre 2009 (Festival du cinéma américain de Deauville) ; 12 septembre 2009 (L'Étrange Festival) ; 16 septembre 2009 (sortie nationale)
  - Suisse romande : 16 septembre 2009
- Classification[7] :
  -  États-Unis : Interdit aux moins de 17 ans (certificat #45478) (R – Restricted) [Note 3].
  -  Nouvelle-Zélande : Les enfants de moins de 16 ans doivent être accompagnés d'un adulte (RP16 - Restricted Parent 16).
  -  Canada (Colombie-Britannique) : Interdit aux moins de 18 ans (R - Restricted).
  -  Canada (Ontario / Alberta / Manitoba) : Les enfants de moins de 14 ans doivent être accompagnées d'un adulte (14A - 14 Accompaniment).
  -  Québec : 13 ans et plus (13+ / 13 years and over).
  -  Afrique du Sud : Ne convient pas aux personnes de moins 16 ans (16).
  -  France : Tous publics (visa d'exploitation no 124001 délivré le 6 aout 2009)[8].

## Distribution
- Sharlto Copley (VF : Renaud Marx et VQ : François Sasseville) : Wikus Van de Merwe
- Jason Cope (VF : Jean-Philippe Puymartin et VQ : Martin Watier) : Grey Bradnam
- Nathalie Boltt (VQ : Mélanie Laberge) : Sarah Livingstone
- Sylvaine Strike : Katrina McKenzie
- John Sumner : Les Feldman
- William Allen Young : Dirk Michaels
- Nick Blake : François Moraneu
- Jed Brophy (VF : Philippe Bellay) : James Hope
- Louis Minnaar (VF : Pierre Dourlens) : Piet Smit
- Vanessa Haywood (VF : Brigitte Aubry) : Tania Smit Van De Merwe
- Marian Hooman (VF : Brigitte Virtudes) : Sandra Van De Merwe
- Mandla Gaduka (VF : Frantz Confiac et VQ : Patrice Dubois) : Fundiswa Mhlanga
- Kenneth Nkosi (VQ : Widemir Normil) : Thomas
- Eugene Khumbanyiwa : Obesandjo
- Robert Hobbs : Ross Pienaar
- David James (VQ : Benoit Rousseau) : Koobus
- Hlengiwe Madlala (VQ : Claudine Chatel) : Sangoma

 Source et légende : version française (VF) sur RS Doublage et version québécoise (VQ) sur Doublage.qc.ca

## Production

### Développement
Le producteur Peter Jackson prévoyait à la base de produire une adaptation cinématographique basée sur la franchise de jeux vidéo Halo avec le réalisateur débutant Neill Blomkamp. Faute de financement, l'adaptation d'Halo a été mise en attente. Jackson et Blomkamp, discutant de la poursuite de projets alternatifs, choisissent finalement de produire et de réaliser District 9 avec des accessoires et des éléments initialement conçus pour le film Halo. Blomkamp avait déjà réalisé des publicités et des courts-métrages, mais District 9 était son premier long-métrage. Le réalisateur co-écrit le scénario avec sa femme Terri Tatchell, et choisit de tourner le film à Johannesbourg en Afrique du Sud, son pays et sa ville natale,.
Dans District 9, Tatchell et Blomkamp retournent dans le monde fictif déjà exploré dans le court-métrage Alive in Joburg, choisissant des personnages, des scènes et des concepts qu'ils trouvaient intéressants, notamment le style documentaire adopté, les interviews mises en scène, la conception des extraterrestres, des technologies et des combinaisons extraterrestres proches des Mecha, et enfin les parallèles avec les conflits et ségrégations raciaux en Afrique du Sud, et ils décident d'étoffer ces éléments pour le long-métrage.
QED International finance le film. Après l'American Film Market de 2007, QED s'est associé à TriStar et à Sony Pictures pour une distribution à l'international,.

### Musique
La musique de District 9 est composée par le compositeur canadien Clinton Shorter, qui a passé trois semaines à préparer le film. Blomkamp voulait une partition « brute et sombre », mais qui conserve ses racines sud-africaines. C'était un défi pour Shorter, qui trouvait qu'une grande partie de la musique sud-africaine avec laquelle il travaillait serait optimiste et joyeuse. Incapable de faire sonner les tambours africains sombres et lourds, Shorter a utilisé une combinaison de tambours Taiko et d'instruments synthétisés pour les effets souhaités, avec les éléments africains de base de la partition transmis dans les voix et les percussions plus petites. La partition et la bande originale présentent de la musique et des voix d'artistes kwaito.

## Accueil

### Sortie
Le 1er mai 2009, une bande annonce était officiellement disponible en ligne sur le site d'Apple et plus tard sur le site web officiel.

### Accueil critique
Sur l'agrégateur américain Rotten Tomatoes, le film récolte 90 % d'opinions favorables pour 311 critiques. Sur Metacritic, il obtient une note moyenne de 81⁄100 pour 36 critiques.
En France, le site Allociné propose une note moyenne de 4⁄5 à partir de l'interprétation de critiques provenant de 27 titres de presse.

### Box-office
| Pays ou région | Box-office        | Date d'arrêt du box-office | Nombre de semaines |
| -------------- | ----------------- | -------------------------- | ------------------ |
| Mondial        | 204 837 324 USD   | 1er novembre 2009          | 12                 |
| États-Unis     | 115 646 235 USD   | 1er novembre 2009          | 12                 |
| France         | 1 105 000 entrées | 3 novembre 2009            | 7                  |

Après 12 semaines d'exploitation, 205 millions de dollars américains récoltés dans 25 pays. 116 millions USD amassés uniquement dans les cinémas américains et 90 engrangés dans 24 pays. En France, le film a dépassé la barre du million d'entrée après 5 semaines, il a cumulé 1,1 million d'entrées au terme de ses 7 semaines d'exploitation, soit environ 10 millions de $ de recettes.

### Controverse
Le gouvernement du Nigeria a vivement critiqué le film car il met en scène une bande criminelle nigériane très violente. Le nom du chef de la bande criminelle, Obesandjo, renvoie à celui d'un ancien président du Nigeria, Olusegun Obasanjo. C'est pourquoi le gouvernement a demandé des excuses et l'a interdit dans son pays.

## Distinctions
Entre 2009 et 2014, District 9 a été sélectionné 150 fois dans diverses catégories et a remporté 31 récompenses,.

### Distinctions 2009
| Festivals de cinéma                                                                          | Catégorie / Récompense                                                             | Nommé(es) / Lauréat(es)                                             | Nommé(es) / Lauréat(es) |
| -------------------------------------------------------------------------------------------- | ---------------------------------------------------------------------------------- | ------------------------------------------------------------------- | ----------------------- |
| Alliance des femmes journalistes de cinéma                                                   | Récompenses spéciales EDA - Prix du croisement culturel                            | -                                                                   | Lauréat                 |
| Alliance des femmes journalistes de cinéma                                                   | Meilleur montage de film                                                           | Julian Clarke                                                       | Nomination              |
| Association des critiques de cinéma d'Austin                                                 | Prix AFCA du Meilleur premier film                                                 | Neill Blomkamp                                                      | Lauréat                 |
| Association des critiques de cinéma d'Austin                                                 | Meilleur film                                                                      | (8ème place)                                                        | Nomination              |
| Association des critiques de cinéma de Chicago                                               | Prix CFCA du Réalisateur le plus prometteur                                        | Neill Blomkamp                                                      | Lauréat                 |
| Association des critiques de cinéma de Chicago                                               | Artiste le plus prometteur                                                         | Sharlto Copley                                                      | Nomination              |
| Association des critiques de cinéma de Dallas-Fort Worth                                     | Meilleur film                                                                      | District 9                                                          | Nomination              |
| Association des critiques de cinéma de Los Angeles                                           | Prix LAFCA des Meilleurs décors                                                    | Philip Ivey                                                         | Lauréat                 |
| Association des critiques de cinéma de Los Angeles                                           | Prix Nouvelle Génération                                                           | Neill Blomkamp                                                      | Lauréat                 |
| Association des critiques de cinéma de Saint-Louis                                           | Meilleurs effets visuels                                                           | District 9                                                          | Nomination              |
| Association des critiques de cinéma de Saint-Louis                                           | Film le plus original, innovant ou créatif                                         | District 9                                                          | Nomination              |
| Association des critiques de cinéma du sud-est                                               | Meilleur film                                                                      | District 9 (10ème place)                                            | Nomination              |
| Association des critiques de cinéma de Toronto                                               | Meilleur premier long métrage                                                      | District 9                                                          | Nomination              |
| Association des journalistes cinématographiques de l'Indiana                                 | Meilleure film                                                                     | District 9                                                          | Nomination              |
| Association des journalistes cinématographiques de l'Indiana                                 | Nommé au Prix de la vision originale                                               | -                                                                   | Nomination              |
| Association turque des critiques de cinéma (Turkish Film Critics Association (SIYAD) Awards) | Meilleur film étranger                                                             | District 9                                                          | Nomination              |
| Cercle des critiques de cinéma de Dublin                                                     | Prix DFCC du Meilleur artiste                                                      | Neill Blomkamp                                                      | Lauréat                 |
| Cercle des critiques de cinéma de Dublin                                                     | Meilleur film                                                                      | District 9                                                          | Nomination              |
| Cercle des critiques de cinéma de Dublin                                                     | Meilleur réalisateur                                                               | Neill Blomkamp                                                      | Nomination              |
| Cercle des critiques de cinéma de Kansas City                                                | Prix Vincent Koehler du meilleur film de science-fiction, fantastique ou d'horreur | District 9                                                          | Lauréat                 |
| Cercle des critiques de cinéma de l'Oklahoma                                                 | Prix OFCC du Meilleur premier film                                                 | Neill Blomkamp                                                      | Lauréat                 |
| Cercle des critiques de cinéma de l'Oklahoma                                                 | Meilleur film                                                                      | (8ème place)                                                        | Nomination              |
| Communauté du circuit des récompenses (Awards Circuit Community Awards (ACCA))               | Meilleur film                                                                      | Peter Jackson et Carolynne Cunningham                               | Nomination              |
| Communauté du circuit des récompenses (Awards Circuit Community Awards (ACCA))               | Meilleur réalisateur                                                               | Neill Blomkamp                                                      | Nomination              |
| Communauté du circuit des récompenses (Awards Circuit Community Awards (ACCA))               | Meilleur scénario adapté                                                           | Neill Blomkamp et Terri Tatchell                                    | Nomination              |
| Communauté du circuit des récompenses (Awards Circuit Community Awards (ACCA))               | Meilleur montage de film                                                           | Julian Clarke                                                       | Nomination              |
| Communauté du circuit des récompenses (Awards Circuit Community Awards (ACCA))               | Meilleurs effets visuels                                                           | (Finaliste)                                                         | Nomination              |
| Conseil national d'examen du cinéma                                                          | Prix NBR des Meilleurs films indépendants                                          | District 9                                                          | Lauréat                 |
| Prix IGN du cinéma d'été (IGN Summer Movie Awards)                                           | Prix IGN des Héros préféré                                                         | Sharlto Copley (Wikus Van De Merwe)                                 | Lauréat                 |
| Prix Rondo Hatton horreur classique (Rondo Hatton Classic Horror Awards)                     | Statuette Rondo du Meilleur film                                                   | Neill Blomkamp                                                      | Lauréat                 |
| Prix Satellites                                                                              | Meilleur réalisateur                                                               | Neill Blomkamp                                                      | Nomination              |
| Prix Satellites                                                                              | Meilleur scénario adapté                                                           | Neill Blomkamp et Terri Tatchell                                    | Nomination              |
| Prix Satellites                                                                              | Meilleur montage                                                                   | Julian Clarke                                                       | Nomination              |
| Prix Satellites                                                                              | Meilleurs effets visuels                                                           | Robert Habros, Charlie Bradbury, Stephen Pepper et Winston Helgason | Nomination              |
| Prix Schmoes d'or (Golden Schmoes Awards)                                                    | Schmoes d'or du Meilleur film de science-fiction de l'année                        | District 9                                                          | Lauréat                 |
| Prix Schmoes d'or (Golden Schmoes Awards)                                                    | Schmoes d'or de La plus grande surprise de l'année                                 | District 9                                                          | Lauréat                 |
| Prix Schmoes d'or (Golden Schmoes Awards)                                                    | Film préféré de l'année                                                            | District 9                                                          | Nomination              |
| Prix Schmoes d'or (Golden Schmoes Awards)                                                    | Meilleur réalisateur de l'année                                                    | Neill Blomkamp                                                      | Nomination              |
| Prix Schmoes d'or (Golden Schmoes Awards)                                                    | Meilleur scénario de l'année                                                       | Neill Blomkamp et Terri Tatchell                                    | Nomination              |
| Prix Schmoes d'or (Golden Schmoes Awards)                                                    | Meilleurs effets spéciaux de l'année                                               | -                                                                   | Nomination              |
| Prix Schmoes d'or (Golden Schmoes Awards)                                                    | Meilleur acteur de l'année                                                         | Sharlto Copley                                                      | Nomination              |
| Prix Schmoes d'or (Golden Schmoes Awards)                                                    | Performance révolutionnaire de l'année                                             | Sharlto Copley                                                      | Nomination              |
| Prix Schmoes d'or (Golden Schmoes Awards)                                                    | Affiche de cinéma préférée de l'année                                              | District 9                                                          | Nomination              |
| Prix Schmoes d'or (Golden Schmoes Awards)                                                    | Meilleur DVD / Blu-Ray de l'année                                                  | District 9                                                          | Nomination              |
| Prix Schmoes d'or (Golden Schmoes Awards)                                                    | Meilleure scène d'action de l'année                                                | (Fusée de tir en combinaison mécanique)                             | Nomination              |
| Société des critiques de cinéma de Boston                                                    | Meilleur nouveau cinéaste                                                          | Neill Blomkamp                                                      | Lauréat                 |
| Société des critiques de films de Phoenix                                                    | Prix PFCS de l'évasion derrière la caméra                                          | Neill Blomkamp                                                      | Lauréat                 |
| Société des critiques de cinéma de Houston                                                   | Meilleur film                                                                      | District 9                                                          | Nomination              |
| Société des critiques de films Internet (Internet Film Critic Society)                       | Prix IFCS du Meilleur film expérimental                                            | District 9                                                          | Lauréat                 |
| Sondage des critiques d'Indiewire                                                            | Meilleur premier long métrage                                                      | Neill Blomkamp (4ème place)                                         | Nomination              |

### Distinctions 2010
| Festivals de cinéma                                                                         | Catégorie / Récompense | Nommé(es) / Lauréat(es) | Nommé(es) / Lauréat(es) |
| ------------------------------------------------------------------------------------------- | --- | --- | ----------------------- |
| Académie des films de science-fiction, fantastique et d'horreur - Prix Saturn               | Prix Saturn du Meilleur film international                                                                                       | District 9 | Lauréat                 |
| Académie des films de science-fiction, fantastique et d'horreur - Prix Saturn               | Meilleure réalisation | Neill Blomkamp | Nomination              |
| Académie des films de science-fiction, fantastique et d'horreur - Prix Saturn               | Meilleur scénario | Neill Blomkamp et Terri Tatchell | Nomination              |
| Académie des films de science-fiction, fantastique et d'horreur - Prix Saturn               | Meilleur maquillage | Joe Dunckley, Sarah Rubano et Frances Richardson | Nomination              |
| Académie des films de science-fiction, fantastique et d'horreur - Prix Saturn               | Meilleurs décors | Philip Ivey | Nomination              |
| Académie des films de science-fiction, fantastique et d'horreur - Prix Saturn               | Meilleurs effets spéciaux | Dan Kaufman, Peter Muyzers, Robert Habros et Matt Aitken | Nomination              |
| Académie des films de science-fiction, fantastique et d'horreur - Prix Saturn               | Meilleure édition spéciale DVD                                                                                                   | (Pour l'édition "Deux Disques") | Nomination              |
| Association centrale des critiques de films de l'Ohio                                       | Meilleur artiste de cinéma pour la réalisation et la scénarisation                                                               | Neill Blomkamp | Nomination              |
| Association des critiques de cinéma                                                         | Prix Critics Choice du Meilleur maquillage                                                                                       | - | Lauréat                 |
| Association des critiques de cinéma                                                         | Meilleur scénario adapté | Neill Blomkamp et Terri Tatchell | Nomination              |
| Association des critiques de cinéma                                                         | Meilleur son | - | Nomination              |
| Association des critiques de cinéma                                                         | Meilleurs effets visuels | - | Nomination              |
| Association des critiques de cinéma                                                         | Meilleur film d'action | District 9 | Nomination              |
| Association du cinéma et de la télévision en ligne (Online Film & Television Association)   | Prix OFTA du Meilleur premier long métrage                                                                                       | Neill Blomkamp | Lauréat                 |
| Association du cinéma et de la télévision en ligne (Online Film & Television Association)   | Prix OFTA du Meilleur premier scénario                                                                                           | Neill Blomkamp et Terri Tatchell | Lauréat                 |
| Association du cinéma et de la télévision en ligne (Online Film & Television Association)   | Prix OFTA des Meilleurs maquillages et coiffures                                                                                 | Joe Dunckley, Frances Richardson, Sarah Rubano, Leon von Solms et Linda Wall | Lauréat                 |
| Association du cinéma et de la télévision en ligne (Online Film & Television Association)   | Meilleur film | Peter Jackson et Carolynne Cunningham | Nomination              |
| Association du cinéma et de la télévision en ligne (Online Film & Television Association)   | Meilleure révélation masculine                                                                                                   | Sharlto Copley | Nomination              |
| Association du cinéma et de la télévision en ligne (Online Film & Television Association)   | Meilleur réalisateur | Neill Blomkamp | Nomination              |
| Association du cinéma et de la télévision en ligne (Online Film & Television Association)   | Meilleur scénario adapté | Neill Blomkamp et Terri Tatchell | Nomination              |
| Association du cinéma et de la télévision en ligne (Online Film & Television Association)   | Meilleur montage de film | Julian Clarke | Nomination              |
| Association du cinéma et de la télévision en ligne (Online Film & Television Association)   | Meilleure photographie | Trent Opaloch | Nomination              |
| Association du cinéma et de la télévision en ligne (Online Film & Television Association)   | Meilleure direction artistique / Meilleurs décors                                                                                | Philip Ivey, Mike Berg, Emilia Roux et Guy Potgieter | Nomination              |
| Association du cinéma et de la télévision en ligne (Online Film & Television Association)   | Meilleur mixage sonore | Michael Hedges, Gilbert Lake et Dave Whitehead | Nomination              |
| Association du cinéma et de la télévision en ligne (Online Film & Television Association)   | Meilleur montage d'effets sonores                                                                                                | Brent Burge et Chris Ward | Nomination              |
| Association du cinéma et de la télévision en ligne (Online Film & Television Association)   | Meilleurs effets visuels | Dan Kaufman, Peter Muyzers, Robert Habros et Matt Aitken | Nomination              |
| Association professionnelle d'Hollywood (Hollywood Post Alliance)                           | Prix HPA du Meilleur son - Long métrage                                                                                          | Michael Hedges, Gilbert Lake, Chris Ward, Brent Burge et Park Road Post Production | Lauréat                 |
| Écrivains de science-fiction et de fantaisie d'Amérique                                     | Prix Ray-Bradbury | Neill Blomkamp et Terri Tatchell | Lauréat                 |
| Editeurs de cinéma américain                                                                | Meilleur montage d'un film dramatique                                                                                            | Julian Clarke | Nomination              |
| Éditeurs de sons de films                                                                   | Prix Bobine d'or du Meilleur montage sonore - Effets sonores, bruitages, dialogues et doublages dans un film en langue étrangère | Brent Burge, Chris Ward, Dave Whitehead, Hayden Collow, Melanie Graham, Polly McKinnon, Justin Webster, Jason Canovas, Mark Franken, Craig Tomlinson, Robyn McFarlane et Carolyn McLaughlin                                                                        | Lauréat                 |
| Globes d'or,                                                                                | Meilleur scénario | Neill Blomkamp et Terri Tatchell | Nomination              |
| Guilde des directeurs artistiques                                                           | Nommé au Prix d'excellence dans la conception de la production et la direction artistique                                        | Philip Ivey, Emilia Roux, Mike Berg, Gabriel Metcalfe, Tony Bloemstein, Andrew Burdan, Nick Connor, Bradley De Gee, Jonathan Hely-Hutchinson, Michael Miller, Petrus Strydom, Johnson Maipambe, Trevor Paul, Marlizelle Oosthuizen, Kristy Tayler et Guy Potgieter | Nomination              |
| Guilde des producteurs d'Amérique,                                                          | Meilleur producteur de film | Peter Jackson et Carolynne Cunningham | Nomination              |
| MTV Movie Awards                                                                            | Meilleure peur comme de la m****e                                                                                                | Sharlto Copley | Nomination              |
| Oscars du cinéma,                                                                           | Meilleur film de l'année | Peter Jackson et Carolynne Cunningham | Nomination              |
| Oscars du cinéma,                                                                           | Meilleur scénario adapté | Neill Blomkamp et Terri Tatchell | Nomination              |
| Oscars du cinéma,                                                                           | Meilleur montage | Julian Clarke | Nomination              |
| Oscars du cinéma,                                                                           | Meilleurs effets visuels | Dan Kaufman, Peter Muyzers, Robert Habros et Matt Aitken | Nomination              |
| Prix BMI du cinéma et de la télévision                                                      | Prix BMI de la meilleure musique de film                                                                                         | Clinton Shorter | Lauréat                 |
| Prix du Derby d'or                                                                          | Prix du Derby d'or du Meilleur maquillage et coiffure                                                                            | Joe Dunckley, Sarah Rubano et Leon von Solms | Lauréat                 |
| Prix du Derby d'or                                                                          | Meilleur réalisateur | Neill Blomkamp | Nomination              |
| Prix du Derby d'or                                                                          | Meilleur scénario adapté | Neill Blomkamp et Terri Tatchell | Nomination              |
| Prix du Derby d'or                                                                          | Meilleur montage | Julian Clarke | Nomination              |
| Prix du Derby d'or                                                                          | Meilleur montage / mixage son | Brent Burge, Michael Hedges, Gilbert Lake et Chris Ward | Nomination              |
| Prix du Derby d'or                                                                          | Meilleurs effets visuels | Matt Aitken, Robert Habros, Dan Kaufman et Peter Muyzers | Nomination              |
| Prix du jeune public                                                                        | Meilleur acteur de cinéma dans un film de science-fiction                                                                        | Sharlto Copley | Nomination              |
| Prix du jeune public                                                                        | Meilleur film de science-fiction                                                                                                 | District 9 | Nomination              |
| Prix du public                                                                              | Film indépendant préféré | District 9 | Nomination              |
| Prix Empire                                                                                 | Meilleur film | District 9 | Nomination              |
| Prix Empire                                                                                 | Meilleur espoir | Sharlto Copley | Nomination              |
| Prix Empire                                                                                 | Meilleur réalisateur | Neill Blomkamp | Nomination              |
| Prix Empire                                                                                 | Meilleur film fantastique ou de science-fiction                                                                                  | District 9 | Nomination              |
| Prix Hugo                                                                                   | Meilleure présentation dramatique (format long)                                                                                  | Neill Blomkamp et Terri Tatchell | Nomination              |
| Prix internationaux du cinéma en ligne (INOCA) (International Online Cinema Awards (INOCA)) | INOCA du Meilleur maquillage et coiffure                                                                                         | - | Lauréat                 |
| Prix internationaux du cinéma en ligne (INOCA) (International Online Cinema Awards (INOCA)) | Meilleur montage de film | Julian Clarke | Nomination              |
| Prix internationaux du cinéma en ligne (INOCA) (International Online Cinema Awards (INOCA)) | Meilleurs effets visuels | - | Nomination              |
| Prix internationaux du cinéma en ligne (INOCA) (International Online Cinema Awards (INOCA)) | Meilleure direction artistique                                                                                                   | Philip Ivey | Nomination              |
| Prix internationaux du cinéma en ligne (INOCA) (International Online Cinema Awards (INOCA)) | Meilleur mixage sonore | Gilbert Lake, Michael Hedges et Ken Saville | Nomination              |
| Prix internationaux du cinéma en ligne (INOCA) (International Online Cinema Awards (INOCA)) | Meilleur montage sonore | Brent Burge et Chris Ward | Nomination              |
| Prix mondiaux de la bande originale                                                         | Découverte de l'année | Clinton Shorter | Nomination              |
| Prix nationaux du cinéma russe (Russian National Movie Awards)                              | Prix spécial Filmz.ru. | District 9 | Lauréat                 |
| Prix nationaux du cinéma russe (Russian National Movie Awards)                              | Meilleur film d'action étranger                                                                                                  | District 9 | Nomination              |
| Prix Scream                                                                                 | Meilleur acteur de science-fiction                                                                                               | Sharlto Copley | Nomination              |
| Prix Scream                                                                                 | Meilleure révélation masculine                                                                                                   | Sharlto Copley | Nomination              |
| Prix Scream                                                                                 | Meilleur film | District 9 | Nomination              |
| Prix Scream                                                                                 | Meilleur film de science-fiction                                                                                                 | District 9 | Nomination              |
| Prix Scream                                                                                 | Meilleur réalisateur | Neill Blomkamp | Nomination              |
| Prix Scream                                                                                 | Meilleur Scream-Play | Neill Blomkamp et Terri Tatchell | Nomination              |
| Prix Scream                                                                                 | Meilleurs effets spéciaux | - | Nomination              |
| Prix Scripter USC (USC Scripter Award)                                                      | Nommé au Prix Scripter USC | Neill Blomkamp et Terri Tatchell | Nomination              |
| Prix SFX (SFX Awards)                                                                       | Meilleur film | District 9 | Nomination              |
| Prix SFX (SFX Awards)                                                                       | Meilleur réalisateur | Neill Blomkamp | Nomination              |
| Prix SOCAN (SOCAN Awards)                                                                   | Prix SOCAN du long métrage national                                                                                              | Clinton Shorter | Lauréat                 |
| Récompenses des arts du cinéma et de la télévision de la British Academy,                   | Meilleur scénario adapté | Neill Blomkamp et Terri Tatchell | Nomination              |
| Récompenses des arts du cinéma et de la télévision de la British Academy,                   | Meilleure photographie | Trent Opaloch | Nomination              |
| Récompenses des arts du cinéma et de la télévision de la British Academy,                   | Meilleur montage | Julian Clarke | Nomination              |
| Récompenses des arts du cinéma et de la télévision de la British Academy,                   | Meilleure direction artistique                                                                                                   | Philip Ivey et Guy Potgieter | Nomination              |
| Récompenses des arts du cinéma et de la télévision de la British Academy,                   | Meilleur son | Brent Burge, Chris Ward, Dave Whitehead, Michael Hedges et Ken Saville | Nomination              |
| Récompenses des arts du cinéma et de la télévision de la British Academy,                   | Meilleurs effets visuels | Dan Kaufman, Peter Muyzers, Robert Habros et Matt Aitken | Nomination              |
| Récompenses des arts du cinéma et de la télévision de la British Academy,                   | Nommé au Prix David Lean pour la réalisation                                                                                     | Neill Blomkamp | Nomination              |
| Société canadienne des cinéastes                                                            | Meilleure photographie d’un long métrage                                                                                         | Trent Opaloch | Nomination              |
| Société cinématographique américaine de l'audio                                             | Meilleur mixage sonore d'un film                                                                                                 | Michael Hedges, Gilbert Lake et Ken Saville | Nomination              |
| Société des critiques de cinéma internationale (International Cinephile Society Awards)     | Meilleur film | (8ème place) | Nomination              |
| Société des critiques de cinéma internationale (International Cinephile Society Awards)     | Meilleur réalisateur | Neill Blomkamp | Nomination              |
| Société des critiques de cinéma internationale (International Cinephile Society Awards)     | Meilleur acteur | Sharlto Copley | Nomination              |
| Société des critiques de cinéma internationale (International Cinephile Society Awards)     | Meilleur scénario adapté | Neill Blomkamp et Terri Tatchell | Nomination              |
| Société des critiques de cinéma internationale (International Cinephile Society Awards)     | Meilleur montage | Julian Clarke | Nomination              |
| Société des critiques de films en ligne                                                     | Meilleur acteur | Sharlto Copley | Nomination              |
| Société des critiques de films en ligne                                                     | Meilleur réalisateur | Neill Blomkamp | Nomination              |
| Société des critiques de films en ligne                                                     | Meilleur scénario adapté | Neill Blomkamp et Terri Tatchell | Nomination              |
| Société des critiques de films en ligne                                                     | Meilleure photographie | Trent Opaloch | Nomination              |
| Société des critiques de films en ligne                                                     | Meilleur montage | Julian Clarke | Nomination              |
| Société des effets visuels                                                                  | Prix VES du Meilleur compositing dans un long métrage                                                                            | Janeen Elliott, Simon Hughes, Hamish Schumacher et Shervin Shoghian | Lauréat                 |
| Société des effets visuels                                                                  | Meilleurs effets visuels dans un long métrage                                                                                    | Stefanie Boose, Dan Kaufman, Peter Muyzers et James Stewart | Nomination              |
| Société des effets visuels                                                                  | Meilleur personnage animé dans un film d'action                                                                                  | Brett Ineson, Jeremy Mesana, Steve Nichols et Vera Zivny | Nomination              |

### Distinctions 2011
| Festivals de cinéma                | Catégorie / Récompense            | Nommé(es) / Lauréat(es) | Nommé(es) / Lauréat(es) |
| ---------------------------------- | --------------------------------- | ----------------------- | ----------------------- |
| Lumière - Grand Lyon Film Festival | Meilleure Science-fiction         | Neill Blomkamp          | Nomination              |
| Prix de la revue Kinema Junpō      | Meilleur film en langue étrangère | Neill Blomkamp          | Nomination              |

### Distinctions 2012
| Festivals de cinéma                            | Catégorie / Récompense                         | Nommé(es) / Lauréat(es) | Nommé(es) / Lauréat(es) |
| ---------------------------------------------- | ---------------------------------------------- | ----------------------- | ----------------------- |
| Festival de Cinéma en Plein Air de la Villette | Meilleur film                                  | Neill Blomkamp          | Nomination              |
| Festival du Film Jules Verne                   | Meilleur film d'aventure ou de science-fiction | District 9              | Nomination              |

### Distinctions 2014
| Festivals de cinéma       | Catégorie / Récompense                   | Nommé(es) / Lauréat(es) | Nommé(es) / Lauréat(es) |
| ------------------------- | ---------------------------------------- | ----------------------- | ----------------------- |
| Prix SOCAN (SOCAN Awards) | Prix international de la musique de film | Clinton Shorter         | Lauréat                 |

## Analyse

### Apartheid
Le film est une allégorie de l'apartheid, les extraterrestres incarnent en effet parfaitement la place des noirs dans la société sud-africaine dans les années 60-80 au crépuscule de la domination blanche : ils sont parqués, en marge de la société, dans des ghettos insalubres, criminogènes et de plus en plus gros sans que les autorités ne sachent quoi en faire. Bien qu'ils soient globalement pacifiques, leur démographie en pleine explosion menace à moyen terme l'ordre social. L'atmosphère du film est donc angoissante, District 9 traduit bien l'angoisse existentielle des blancs sud-africains dans la seconde moitié du XXe siècle lorsque leur domination sur l'Afrique du Sud était en train de se fissurer. Le film de Neill Blomkamp est finalement une fable humaniste qui vise non seulement à dénoncer le racisme systémique, qui gangrène encore aujourd'hui la société sud-africaine, mais aussi à représenter le chaos de la société sud-africaine.

### Expulsions de force
Comme dans le court-métrage Alive in Joburg sur lequel le film est basé, le cadre de District 9 est ainsi inspiré par des événements historiques qui ont eu lieu en Afrique du Sud pendant la période de l'apartheid. Le titre du film est d'ailleurs calqué sur le nom d'une zone résidentielle d'un quartier difficile du Cap, qui fut déclarée zone réservée aux blancs par le gouvernement en 1966 : le District Six. 60 000 de ses habitants en furent expulsés de force et relogés à Cape Flats, 25 kilomètres plus loin. Le film fait aussi référence aux expulsions contemporaines vers les nouveaux ghettos de banlieue dans l'Afrique du Sud post apartheid et à la résistance de leurs habitants,.

### Xénophobie
Les thèmes du racisme et de la xénophobie sont mis en avant sous la forme du spécisme appliqué aux extraterrestres. La preuve la plus évidente est l'utilisation dès le début du film du terme péjoratif « crevette » pour parler des extraterrestres. Il fait référence à la « crevette de Parktown (en) », une variété du « criquet royal » sud-africain considéré comme un fléau dans le pays. Cependant, selon Copley, ce n'est pas le sujet principal du film et on peut en faire abstraction, même si cette allusion est un clin d'œil.

### Privatisation
C'est une référence aux entreprises américaines Academi (anciennement Blackwater) et KBR/Halliburton, entrepreneurs militaires privés. Dans le film, la MNU est associée au gouvernement et sa représentation négative est une dénonciation des dangers de la sous-traitance de l'armée et de l'administration par des entreprises privées,. On peut à ce sujet se demander si le choix de l'acronyme MNU (MultiNational United), une sorte de contraction entre Multinationale (corporation) et United (Nations), n'est pas une métaphore de l'importance prise par les multinationales au détriment des instances internationales. Les véhicules utilisés par la MNU dans le film ne sont d'ailleurs pas sans rappeler ceux de l'ONU.

## Projet de suite
Avant même la sortie de District 9, le 1er août 2009, Neill Blomkamp laisse entendre qu'il a l'intention de faire une suite si le film réussissait suffisamment. Lors d'une interview sur l'émission de radio matinal sud-africain Rude Awakening 94.7 Highveld Stereo (en), il y fait allusion en disant « qu'il y en aura probablement ». Néanmoins, il révèle que son prochain projet n'a aucun rapport avec l'univers de District 9. Dans une interview avec Rotten Tomatoes, Blomkamp déclare qu'il espère « totalement » une suite : 

« Je n'ai pas encore pensé à une histoire mais si les gens veulent en voir une autre, j'adorerais le faire. »

— Neill Blomkamp
Par la suite, Blomkamp pose la possibilité que le prochain film soit un préquel. Dans une interview avec le magazine Empire, publiée le 28 avril 2010, l'acteur Sharlto Copley (qui incarne le personnage principal) suggère qu'un suivi, bien que très probable, serait d'environ deux ans, étant donné ses engagements actuels et ceux de Neill Blomkamp. L'acteur serait d'ailleurs présent dans ce deuxième volet,.

Dans une interview avec IGN en juin 2013, Blomkamp déclare: 

« Je veux vraiment faire une suite de District 9. Je le fais sincèrement. Le problème est que j'ai un tas d'idées et de trucs que je veux faire. Je suis relativement nouveau dans ce domaine, je suis sur le point de faire mon troisième film, et maintenant le schéma que je commence à réaliser est très vrai, c'est que vous vous enfermez dans un film au-delà du film sur lequel vous travaillez actuellement. Mais ça ne marche tout simplement pas pour moi. »

— Neill Blomkamp
Se référant à une suite potentielle, Blomkamp déclare qu'il veut faire du District 10 à un moment donné. Le 26 février 2021 Blomkamp révèle via son compte Twitter officiel que le développement avance sur un script pour une suite, intitulée District 10, avec Sharlto Copley et Terri Tatchell co-écrivant le scénario avec lui.